# Cyclomia epionaria
Cyclomia epionaria är en fjärilsart som beskrevs av Achille Guenée 1858. Cyclomia epionaria ingår i släktet Cyclomia och familjen mätare. Inga underarter finns listade i Catalogue of Life.